# Суховоля (Звягельський район)
Сухово́ля́ — село в Україні, у Піщівській сільській громаді Звягельського району Житомирської області. Населення становить 726 осіб (2001), станом на 2022 рік — 569 осіб.

## Історія
Село Суховоля розташоване на заході Житомирської області, за 40 км від районного центру Звягеля та за 10 км від автошляху міжнародного значення М06 (Київ — Чоп). Площа села Суховоля становить 251,5 га. За 0,5 км від села протікає річечка Чайка, що є протокою річки Корчик, яка впадає в річку Случ.
Перша згадка про Суховоля є в архівних даних, датованих 1650-х роках. До 2017 року сільській раді підпорядковувалося село Партизанське (в минулому — Кам'янка, а згодом — Кіровка). Село Партизанське розташоване на заході Житомирської області Звягельського району, за 46 км від районного центру та за 16 км від автошляху міжнародного значення М06. Площа села Партизанське становить 42,8 га. Кількість населення села Партизанське становить 19 осіб. Першими поселенцями села Суховоля були біженці з Польщі, яка тоді називалась Річ Посполита. Вони втікали від великого гніту та непосильної поміщицької сваволі.
З Річчю Посполитою межували ліси російської імперії. Втікачі облюбували в російських лісах безпечне і вигідне місце. В лісі вони збирали гриби, ягоди, полювали на дичину. Поблизу була річка і родюча земля. Заснували поселенці тут невеличкий хутір, який називали Сухий діл. Не тривалий час втікачі жили вільним життям, про них дізналися багачі, і попали вони під гніт і кабалу до російських поміщиків. Поміж собою вони говорили «Як не було у нас долі так і залишилась Суха воля». Від того часу і пішла назва села Суховоля.
Першими поселенцями були люди, які носили прізвища: Ковальковський, Главацький, Заведенський, Крюковський, яких і тепер є багато в цьому селі.
10 червня 1866 року було складено акт про викуп селянського наділу за вказівкою місцевого з'їзду в маєтку поміщиці графині Полоцької Марії.
У січні 1918 року в селі на декілька десятків років була встановлена радянська окупація.
У 1921 році в селі було відкрито хату-читальню, де навчалися діти. Вчителями були Рудник Іван та Рудник Петро (рідні брати). Двокласна початкова школа почала діяти у 1925 році. Розміщувалася вона в селянській хатині Геруса Мартина. З 1933 року школа стала семирічною, яка була розташовувалася в центрі села (згоріла під час німецько-радянської війни). Директором школи був Сивак Тодосій Олександрович, вчителями: Скринька Анастасія Олександрівна, Бондарчук Іван Якимович, Бабат Василь Олександрович, Лебідь Василь Іларіонович. У 1930-х роках в селі почалася колективізація, активістами якої були: Лазарчук Євгенія, Тартачний Макар, Гнесь Іван, Герус Григорій, Ковальська Марія тощо. Колгосп отримав назву «Червоний прокордонник», а згодом перейменований на імені Ворошилова.
У 1937—1938 роках, під час репресій, не обійшло це лихо і село Суховоля. Репресовано було 40 селян. Матері втратили синів, жінки — чоловіків, діти — батьків.
З початком німецько-радянської війни на боротьбу з німецькими загарбниками піднялися жителі села. Першими пішли в партизани Олексій Прокопчук, молодий партизанський поет, автоматник, який загинув 14 січня 1943 року в бою за визволення міста Костополя Рівненської області, повторивши подвиг Олександра Матросова, Іван Герус, Степан Тимочко, Микола Бойко. Це були розумні, грамотні хлопці. На день свята Трійці. Несподівано в село увірвався каральний загін нацистів. Вони оточили село і попрямували до хат, де жили родини — хлопців-партизанів. Запалало чотири хати, а в хатах згоріли і діти. Того дня було спалено 12 хат. Невдовзі знову горіло село. Цього разу його палили бандерівці. Можливо тому, що хлопці із села підтримували зв'язок з партизанами. Згоріло 15 хат, але вже без людей. Пішли чутки, що німці у селі хочуть розмістити свій штаб. Тоді майже все село було в партизанах. І втретє запалало село Суховоля — згоріло 4 найбільших будинки, в яких не проживали люди. Їх спалили партизани, щоб не дозволити німцям розміститися в Суховолі. Понад ста селян загинуло під час війни. Не обійшлося і без того, що гітлерівці забирали молодих дівчат і хлопців на роботу в Німеччину. Понад 15 осіб було насильно вивезено до Німеччини. Деякі з них спочивають там вічним сном. По закінченню війни почалася відбудова народного господарства. Жителі села почали помаленьку відбудовати житлові будинки. Головами колгоспу були — Гірник, Бузинський, Коломійчук, Гуртовий.
У 1954 році колгосп отримав назву «50-річчя Жовтня», головою якого було обрано Деюна Володимира Микитовича. Село продовжувало загоювати «рани» нанесені війною. Відбудовані були корівники, свинарники, конюшня, тіпальний пункт. Після об'єднання двох колгоспів сіл Суховоля та Повчино господарству було дано назву — імені Богдана Хмельницького, в якому продовжував працювати Володимир Деюн.
У 1970-ті роки господарство знову було поділено, даючи йому попередню назву — «50-річчя Жовтня», головами колгоспу, змінюючи один одного, були Радецький М. С., Вольський І. С., Поліщук Л. П., Соболюк М. Г. та Лук'янчук П. Нині господарство перетворилося на ПСП з романтичою назвою «Пролісок», керівником якого є Сапожнік А. В.
Гордістю села є двоповерхова красуня — школа, директором її є вчителька Герус Надія Сергіївна.
Чимало видатних людей вийшло зі стін школи: це інженери, агрономи, журналісти, зоотехніки, спеціалісти — будівельники тощо. Проте, найбільше пишаються жителі села своїм поетом Ковальським Юрієм Івановичем, який жив на цій землі.
7 серпня 2017 року, в ході децентралізації, село увійшло до складу Піщівської сільської громади.

## Постаті
- Герус Юрій Миколайович (2001—2022) — старший солдат Збройних сил України, учасник російсько-української війни.